# الجبوبة (السياني)

تعديل مصدري - تعديل

الجبوبة محلة تابعة لقرية السهق، التابعة لعزلة الدامغ بمديرية السياني إحدى مديريات محافظة إب في الجمهورية اليمنية.، بلغ تعداد سكانها 36 حسب تعداد اليمن لعام 2004.